# 액세스 데이터베이스 엔진
액세스 데이터베이스 엔진(Access Database Engine), 오피스 액세스 커넥티비티 엔진(Office Access Connectivity Engine), ACE, 이전 명칭: 마이크로소프트 제트 데이터베이스 엔진(Microsoft Jet Database Engine)은 여러 마이크로소프트 제품들의 기반이 되는 데이터베이스 엔진이다. 최초 버전의 제트는 1992년 개발되었으며 데이터베이스 조작을 위해 사용할 수 있었던 3개의 모듈로 구성되어 있다.
JET은 조인트 엔진 테크놀로지(Joint Engine Technology)의 약자이다. 마이크로소프트 액세스와 비주얼 베이직은 기반이 되는 데이터베이스 엔진으로 제트를 사용하거나 사용하였다. 그러나 마이크로소프트 데스크톱 엔진(MSDE), 그리고 이후 SQL 서버 익스프레스가 출현하면서 더 이상 사용되지 않게 되었다. 더 큰 데이터베이스의 요구에 따라 제트 데이터베이스는 마이크로소프트의 대표 SQL 서버 데이터베이스 제품으로 업그레이드가 가능하다.